# جنوم رونيه 14 إن
جنوم رونيه 14 إن هو محرك شعاعي مكون من 14 أسطوانة، ويُبرد بالهواء.

صُمم وصُنع بواسطة شركة جنوم رونيه. كان محرك 14 إن نتاج تطوير محرك جنوم رونيه 14 كيه (جنوم رونيه ميسترال ماجور)، واستُخدم في العديد من الطائرات الفرنسية والألمانية في الحرب العالمية الثانية.

## التصميم والتطوير
أجرت شركة جنوم رونيه  تحديثات كبيرة على تصميم محركها ذو الأربعة عشرة أسطوانة، باستخدام مواد مختلفة للمكابس والصمامات وزيادة مساحة أسطح التبريد بمقدار 39%، وذلك لمواجهة الانتقادات التي لاحقت محرك جنوم رونيه 14 كيه بخصوص فعاليته.
كُشف عن محرك 14 إن الجديد في عام 1937، وسُرعان ما استُخدم في العديد من الطائرات. سمحت تحسينات صغيرة أُجريت على المحرك في عام 1939، بزيادة نسبة الانضغاط من 1:6.1 إلى 1:6.8، مما أدى إلى زيادة قدرة للطائرات المنتجة خلال الحرب العالمية الثانية.
خضع محرك 14 إن لمزيد من التطوير ليتحول إلى محرك جنوم رونيه 14 أر (اسنيكما 14 آر)، مستخدماً شاحن توربيني فائق مكون من مرحلتين، لكن هذا المحرك لم يُستخدم بشكل كبير إلا بعد الحرب العالمية الثانية، منتجاً بتطوير محركات منعت طبقاً لبنود الهدنة مع ألمانيا.
تطور محرك 14 أر إلى محرك جنوم رونيه 28 تي-1، المكون من 28 أسطوانة والأكبر سعة. كان هذا المحرك في الأساس، عبارة عن محركين 14أر-24 متحدين من الخلف، ويقودان أعمدة مراوح دافعة متحدة المحور عكسية الدوران.

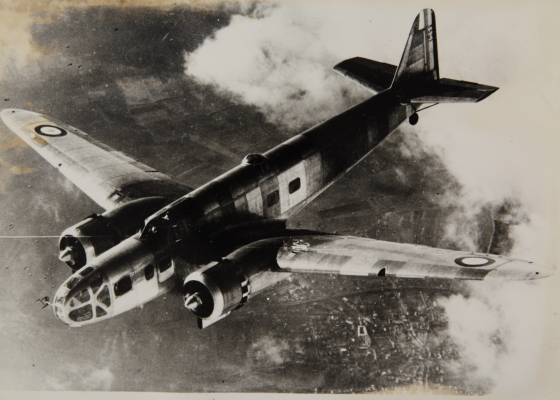
بلوتش إم بي 131

## الطرازات
- 14 إن-44: يدور في اتجاه اليسار، وتبلغ قدرته 1050 حصاناً (780 كيلو وات).
- 14 إن-45: طراز من محرك 14 إن-44، يدور في اتجاه اليمين.
- 14 إن-48: يدور في اتجاه اليسار، وتبلغ قدرته 1180 حصاناً (880 كيلو وات).
- 14 إن-49: طراز من محرك 14 إن-48، يدور في اتجاه اليمين.
- 14 إن-50: يدور في اتجاه اليسار، وتبلغ قدرته 1400 حصاناً (1000 كيلو وات).
- 14 إن-54: يدور في اتجاه اليسار، وتبلغ قدرته 1250 حصاناً (930 كيلو وات).
- 14 إن-55: طراز من محرك 14 إن-54، يدور في اتجاه اليمين.
- 14 إن-58: يدور في اتجاه اليسار، وتبلغ قدرته 1180 حصاناً (880 كيلو وات).
- 14 إن-59: طراز من محرك 14 إن-58، يدور في اتجاه اليمين.
- 14 أر-4: طراز مطور. ارتفع أدائه باستخدام وقود ذو رقم أوكتان 92. استخدم شاحن توربيني فائق ثنائي السرعة (1:6.5 و1:9). يدور في اتجاه اليسار، وينتج قدرة 1590 حصان (1190 كيلو وات) للإقلاع.
- 14 أر-5: طراز من محرك 14 أر-4، يدور في اتجاه اليمين.
- 14 أر-24: يدور في اتجاه اليسار، وتبلغ قدرته 1600 حصاناً (1200 كيلو وات).
- 14 أر-25: طراز من محرك 14 أر-24، يدور في اتجاه اليمين.
- 28 تي-1: طراز من محرك 14 أر-24 مكون من 28 أسطوانة. يقود أعمدة مراوح دافعة متحدة المحور وعكسية الدوران. يستخدم الحقن المباشر للوقود، ومُزود بشاحن توربيني فائق ثنائي السرعة.

بلغت سعته 77.4 لتراً، وأنتج قدرة 3200 حصان (2400 كيلو وات) عند الإقلاع، مستخدماً وقود ذو رقم أوكتان 130/100.

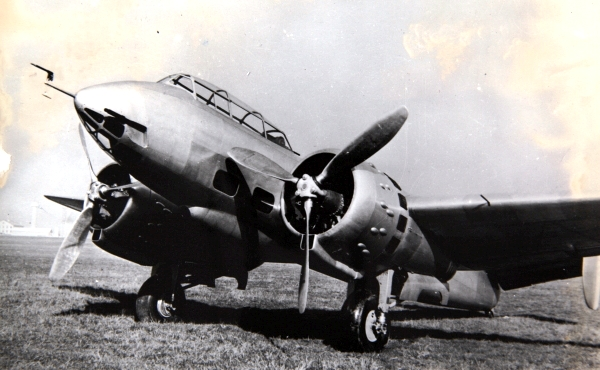
بلوتش إم بي 170

## التطبيقات
- أميوت 351
- أميوت 354  [لغات أخرى]‏
- بلوتش إم بي 131  [لغات أخرى]‏
- بلوتش إم بي 151 (بلوتش إم بي 150  [لغات أخرى]‏)
- بلوتش إم بي 152
- بلوتش إم بي 155
- بلوتش 174 (بلوتش 170  [لغات أخرى]‏)
- بلوتش 175
- بلوتش إم بي 210
- بريجيت 891 آر مارس (بريجيت 890 ميركيور)

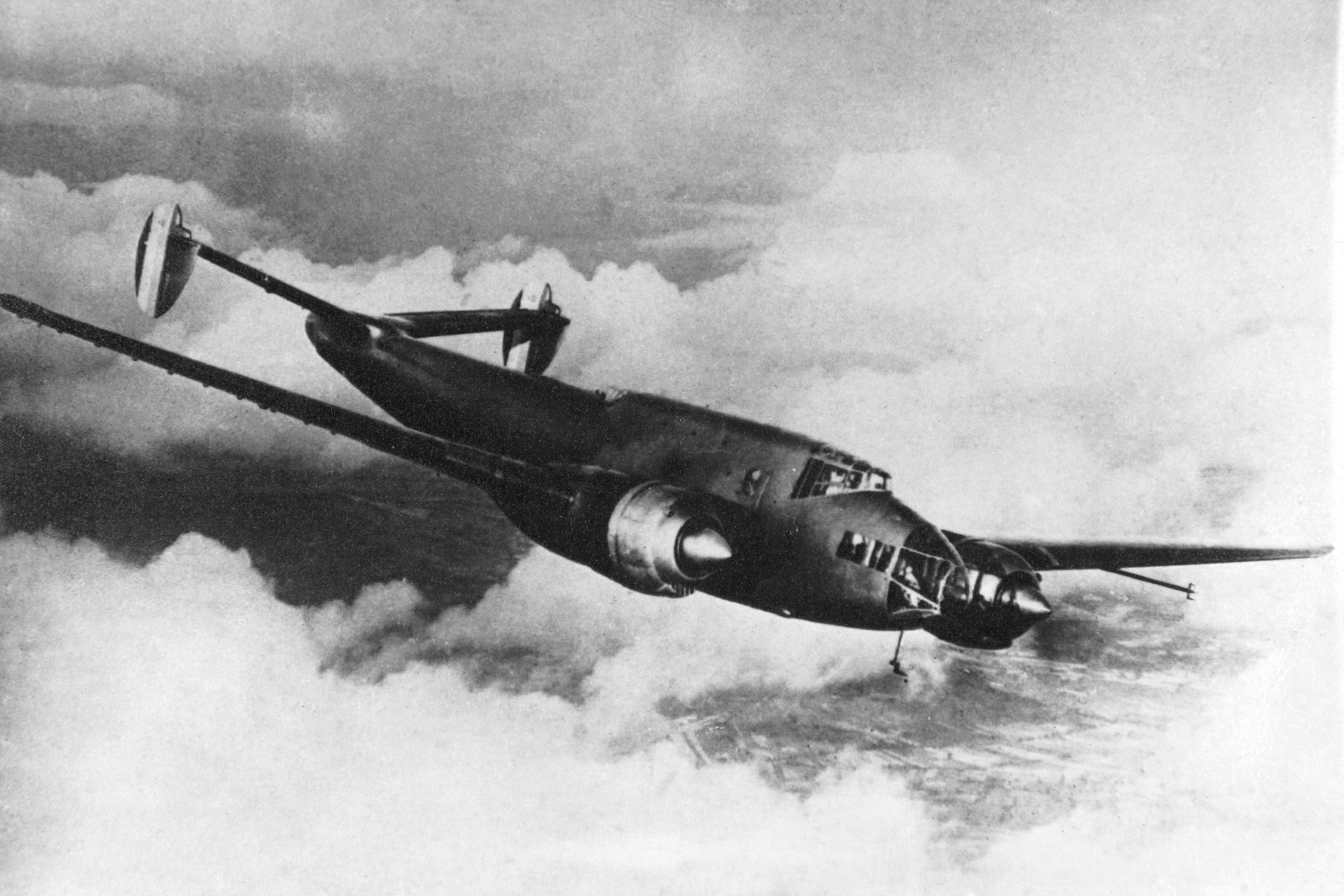
لوار وأوليفر ليو 45

- فارمان إف 222
- لاتيه كواريه 611  [لغات أخرى]‏
- لوار وأوليفر ليو 45  [لغات أخرى]‏
- سود إست اس إي 161 لانجدوك
- ميسيرسشميت مي 323
- كولهوفن إف كيه 58  [لغات أخرى]‏
- بزل بي 24  [لغات أخرى]‏
- بزل 43  [لغات أخرى]‏ كاراس
- اسنكاو كاو 700

## المواصفات (14 إن_48)

### مواصفات عامة
- النوع: محرك طائرة شعاعي مكون من 14 أسطوانات موضوعة في صفين، ويُبرد بالهواء.
- قطر الأسطوانة: 146 مم.
- الشوط: 165 مم.
- سعة المحرك: 38.67 لتر.
- الطول: 148 سم.
- القطر: 129 سم.
- الوزن الصافي: 620 كجم.

### المكونات
- سلسة صمامات: صمامان علويان لدخول الشحنة، ومثلهما للعادم لكل أسطوانة.
- شاحن توربيني فائق: شاحن توربيني فائق طارد مركزي أحادي السرعة أحادي المرحلة.
- نظام الوقود: 2 مكربن طراز سترومبرج.
- نوع الوقود: بنزين رقم أوكتان 87.
- نظام التزييت: تزييت قسري بضغط 480 كيلو باسكال.
- نظام التبريد: تبريد بالهواء.
- وحدة تخفيض سرعة المروحة الدافعة: نسبة التخفيض تساوي 1:0.5

### الأداء
- القدرة الناتجة:
  - قدرة الإقلاع: 1180 حصان ( 880 كيلو وات) عند 2650 دورة/دقيقة.
  - قدرة الاستخدام العسكري: 1060 حصان ( 790 كيلو وات) عند 2400 دورة/دقيقة عند ارتفاع 3900 متر.
  - قدرة الطيران العادي: 850 حصان ( 630 كيلو وات) عند 2100 دورة/دقيقة عند ارتفاع 3900 متر.
- كثافة القدرة: 0.49 حصان/بوصة مكعبة (22.45 كيلو وات/لتر).
- نسبة الانضغاط: 1:6.8
- نسبة القدرة إلى الوزن: 0.85 حصان/باوند (1.4 كيلو وات/كجم).